# 2727 Paton
2727 Paton је астероид главног астероидног појаса чија средња удаљеност од Сунца износи 2,609 астрономских јединица (АЈ).
Апсолутна магнитуда астероида је 12,3.